# Taranagar
Taranagar è una suddivisione dell'India, classificata come municipality, di 27.073 abitanti, situata nel distretto di Churu, nello stato federato del Rajasthan. In base al numero di abitanti la città rientra nella classe III (da 20.000 a 49.999 persone).

## Geografia fisica
La città è situata a 28° 42' 11 N e 75° 02' 20 E.

## Società

### Evoluzione demografica
Al censimento del 2001 la popolazione di Taranagar assommava a 27.073 persone, delle quali 13.965 maschi e 13.108 femmine. I bambini di età inferiore o uguale ai sei anni assommavano a 4.907, dei quali 2.605 maschi e 2.302 femmine. Infine, coloro che erano in grado di saper almeno leggere e scrivere erano 15.362, dei quali 9.303 maschi e 6.059 femmine.